# ISCM World Music Days 2004

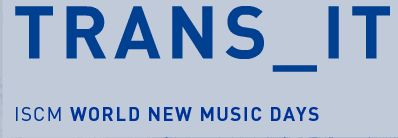
Logo

Die ISCM World Music Days 2004 fanden vom 3. bis zum 12. November 2004 unter dem Motto „Trans it – to penetrate it, to go through it, to overcome it (trance-it: to dream it)“ in der Schweiz statt. Damit war das Land beziehungsweise die Schweizer ISCM-Sektion nach 1926, 1929, 1957, 1970 und 1991 zum sechsten Mal Ausrichter der ISCM World Music Days. Die künstlerische Leitung oblag dem Komponisten Mathias Steinauer. Er entwickelte das innovative Konzept eines Klangzuges, mit welchem die ISCM-Delegierten und -Gäste zu allen Festivalstätten gefahren wurden (Zürich, Basel, Bern, Luzern, Aarau, Winterthur, Lugano, Biel, La Chaux-de-Fonds, Lausanne und Genève).

## Interpreten (Auswahl)
Es spielten unter anderem das Orchester Musikkollegium Winterthur unter Roland Kluttig, das Orchestre de Chambre de Lausanne unter Heinz Holliger, das Berner Symphonieorchester unter Peter Hirsch, das Tonhalle-Orchester Zürich unter Pierre-André Valade, das Orchestra della Svizzera italiana unter Olivier Cuendet, das Luzerner Sinfonieorchester unter Mark Foster, das Ensemble Phoenix Basel unter Jürg Henneberger, ferner Stimmhorn, der Kammersprechchor Zürich, die Basel Sinfonietta, das Sinfonieorchester Basel, das Nouvel Ensemble Contemporain NEC, Contrechamps, das Ensemble Opera Nova Zürich, das ensemble für neue musik zürich und das Arditti String Quartet.

## Spielstätten (Auswahl)
- Bahnhof Luzern
- Informationszentrum des Gotthard-Basistunnels
- Kirche Santa Maria degli Angioli, Lugano
- Kultur Casino Bern
- Luzerner Theater
- Stadthaus Winterthur
- Theater Basel
- Tonhalle Zürich

## Uraufführungen
- Nahm-Hee Chung: Synkrisen
- Gwyn Pritchard: The fruit of chance and necessity[1]
- Bart Vanhecke: Des cercles sur les eaux
- René Wohlhauser: Gantenbein
- Nadir Vassena: Leib.Wache
- Johannes Schöllhorn: Rote Asche

## Wichtige Werkaufführungen
- Carola Bauckholt, Hubschrauber
- Oscar Bianchi, De rerum natura
- Elliott Carter, Dialogues pour piano et orchestre (mit dem OCL)
- Unsuk Chin, Violin Concerto
- Brian Ferneyhough, Opus Contra Naturam (mit Contrechamps)
- Lars Petter Hagen, Voices to voices, lip to lip
- Michael Jarrell, Abschied (mit Contrechamps)
- Heinz Holliger, Turm Musik (mit dem OCL)